# 本籍
本籍（ほんせき）
1. 1948年（昭和23年）に全面改正施行された戸籍法による日本の現行戸籍制度において、戸籍に記載される人が任意に定める、日本国内のいずれかの場所のこと。その場所を示す所在地表示が戸籍の「本籍」の欄に記載され、筆頭者氏名とともに、戸籍を表示する方法として用いられる。
2. 旧戸籍法による日本の旧戸籍制度において、戸主が定める、日本国内のいずれかの場所のこと。その場所を示す所在地表示が戸籍の「本籍」の欄に記載され、戸主氏名とともに、戸籍を表示する方法として用いられた。戸主と家族の住所である家の所在地を示した。

本籍の表示には、建物の名称や部屋番号は入らない。また、戸籍簿を管理している市区町村を本籍地という。
以下、特記ない限り、現行戸籍制度における本籍について記述する。

## 概要
明治政府は徴兵や徴税の管理のため、1872年（明治5年）に戸籍制度を開始した。この時点では本籍地と居住地は同一であり、転居した場合は本籍地も変更する必要があった。明治中期になると都市化が進んだことで本籍地から離れた場所に居住する者が多くなり、本籍地と居住地が異なっていてもよいと改められた。
本籍は現住所と無関係に国内ならどこに置いてもよく、変更して転籍もでき、1か所の土地に複数人の本籍が置かれることもある。
先祖代々の家や跡地の住所を本籍として、現住所から遠方でも変更しない場合や、出生地や居住地と本籍が異なる、本籍に記載の土地や自治体を訪れたことがない、自身の本籍を把握していない、などの事例もある。
日本が領有権を主張しているところであれば、
- 住宅ではない建造物、公共施設（空港、駅、公園、観光名所など）
- 無人島
- 民間人の定住や立ち入りができない地域、建造物（沖ノ鳥島[注釈 2]、南鳥島、皇居、国会議事堂など）
- 他国との領土問題の対象になっている地域（北方領土[注釈 3]、尖閣諸島、竹島など[注釈 4]）

なども本籍を置くことができるため、結婚を機に縁起を担いで著名な場所に本籍地を移す例もある。事前に所在地の地名と正確な地番または住居表示の街区符号（〇番）を調べた上で、管轄の自治体に届け出る必要がある。
一方で、
- 県境の確定していない地域（富士山の山頂など）
- 所属する市・区・町・村の確定していない地域（東京都の銀座の一部・須美寿島・鳥島、鹿児島県の鷹島など）
- 日本がかつて統治し、敗戦によって領有権を放棄した地域（旧外地や南樺太や北千島など）[注釈 5]

は本籍を置くことができない。
かつての戸籍関係書類は当該戸籍を管理する自治体の窓口のみで請求を受けており、本籍が現住所から遠隔地の場合は取得に手間を要した。郵送による請求も可能になったが郵便物は船便のみという僻地では不便さもあった。2024年の戸籍法改正で全国の役所の窓口で取得ができるようになり、本籍地を移す者が増加したという。これにより担当する役所の事務作業が負担が顕在化しており、皇居のある千代田区では皇居の住所（千代田区千代田1番1号）を訪ねる電話が多くかかってくるため業務に支障を来しているという。また千代田区には東京駅や丸ビルなど本籍地で人気のスポットが多くあるため、住民は約6万8000人だが、本籍を置く人数は約21万3000人と3倍以上となっている。千代田区役所は、2024年8月からホームページに「皇居や東京駅に新本籍を設定することについて多くの問合せをいただきますが、他人から本籍を推測されやすいため、おすすめしておりません。」という「お知らせ」を掲載している。

## 本籍の設定と表記
本籍の表記は、地番のほか住居表示実施地域では街区符号でも可能である。
- 地番による表記の例：○○県△△市□□三丁目1234番地5
- 住居表示の街区符号による表記の例：○○県△△市□□三丁目6番

本籍は、その時点で実在する土地を設定しなければならない。市町村合併や住居表示、区画整理の実施による町（字）の分割併合などにより市町村名や町名（字名）が変わった場合は、戸籍に記載された本籍の表記は市区町村長の職権で自動的に変更される。一方、土地の分筆や合筆などで地番が変わった場合や、住居表示の変更などで街区符号が変わった場合は、戸籍に記載された本籍の地番・街区符号は届出をしない限り変更されない。このような場合に、婚姻・分籍などで新たに作成される戸籍に元の戸籍と同一の本籍を設定しようとしても、地番が現存しないため認められず、実在する地番への修正を求められることがある（係員の裁量で認められることもある）。
先例上、地番号の定めのない地については「無番地」と記載するか、市町村が便宜上附している番号を記載してよい。干拓地のように未だ行政区画の定めがない土地に本籍を定めることはできないとされる。無番地でも住居表示が実施されている場合（皇居など）は、住居表示による表記が通例となる。

## 本籍の変更
本籍を変更する場合は、基本的に転籍届により行う。この他、戸籍の新設や離脱に伴う際にも新たな本籍を設定する必要がある（婚姻・離婚・分籍など）。転籍・分籍の手続きは新本籍地（新しく本籍にする自治体）か旧本籍地（現在の本籍の自治体）、現住所の自治体で行える。入籍・就籍による場合は、新たに入る戸籍の本籍が本籍となる。

## 人権問題
現行の戸籍法では、「本籍（地）」と「出身地」「住所」あるいは「家系」などは無関係である。結婚や就職などに際して本籍を調べ、在日韓国・朝鮮人やアイヌ、また被差別部落や沖縄県および奄美群島（旧琉球王国）出身者と思われるような場合は不当に扱ったりすることがたびたび起こっていた。こうした問題から、最近ではプライバシー・個人情報保護や人権全般の観点から（犯罪捜査などを除き）安易に本籍記載や戸籍謄抄本の提出を求めないようになっている。
運転免許証でもICカード化に伴い、本籍が表示されなくなった（2010年（平成22年）6月交付分までは空白の本籍欄が設けられていたが、同年7月の交付分より本籍欄自体が削除された）。

## 旧戸籍制度における本籍
旧戸籍制度における本籍は基本的に住所であるが、出稼ぎや進学などのため戸主・家族の一部（ときに全員）が本籍以外の場所に住居を移す場合があった。そのため、別に寄留手続の制度が設けられ、本籍以外の一定の場所に90日以上住所または居所を有する者については届出が義務付けられ、住所のある市町村では寄留簿に、本籍のある市町村では戸籍に添付した出寄留用紙にそれぞれ記載され、住所・居所を把握された。
徴兵制度では、本籍地を管轄する連隊区ごとに徴兵が行われていた。徴兵検査は寄留先で受けることも可能であったが、召集令状は本籍のある市町村の役所・役場から本人に伝達された。

## 著名な場所に本籍を置く人数
報道などで明らかになっているもののみ掲載する。
| 場所           | 所在地                      | 人数     | 日付                                                   | 出典             |
| -------------- | --------------------------- | -------- | ------------------------------------------------------ | ---------------- |
| 皇居           | 東京都千代田区千代田1番     | 約3000人 | 2025年（令和7年）時点                                  | [ 3 ] [ 注釈 6 ] |
| 大阪城         | 大阪府大阪市中央区大阪城1番 | 約800人  | 2010年（平成22年）8月27日、 平松邦夫市長（当時）の発言 | [ 13 ]           |
| 阪神甲子園球場 | 兵庫県西宮市甲子園町1番     | 699人    | 2011年（平成23年）10月26日時点                         | [ 14 ]           |
| 沖ノ鳥島       | 東京都小笠原村沖ノ鳥島      | 約210人  | 2010年（平成22年）11月30日時点                         | [ 15 ]           |
| 北方領土       | 北海道色丹郡色丹村ほか      | 205人    | 2019年（令和元年）6月時点                              | [ 12 ]           |
| 竹島           | 島根県隠岐郡隠岐の島町竹島  | 88人     | 2012年（平成24年）8月24日時点                          | [ 16 ]           |
| 尖閣諸島       | 沖縄県石垣市登野城尖閣      | 41人     | 2012年（平成24年）2月時点                              | [ 17 ]           |